# Francisco de Asís de Borbón
Francisco de Asís de Borbón y Borbón (właśc. Francisco de Asís María Fernando de Borbón y Borbón-Dos Sicilias, ur. 13 maja 1822 w Aranjuez, Hiszpania; zm. 17 kwietnia 1902 w Épinay-sur-Seine, Francja) – książę Kadyksu, król małżonek Hiszpanii jako mąż królowej Izabeli II. Otrzymał imię upamiętniające św. Franciszka z Asyżu.
Jego ojcem był książę Kadyksu - Franciszek de Paula (syn króla Karola IV i królowej Marii Ludwiki Parmeńskiej). Jego matką była Ludwika Charlotta, księżniczka Obojga Sycylii, najstarsza córka króla Franciszka I i Marii Izabeli Hiszpańskiej (która była młodszą siostrą Franciszka de Paulo). Był ich drugim synem.
10 października 1846 Francisco ożenił się z Izabelą II (1830–1904). Tego samego dnia odbył się ślub młodszej siostry Izabeli - Ludwiki Ferdynandy - z Antonim Orleańskim, najmłodszym synem króla Ludwika Filipa. Franciszek został mianowany naczelnym wodzem armii hiszpańskiej i otrzymał tytuł króla małżonka. Franciszek i Izabela doczekali się 12 dzieci, z których tylko czworo dożyło do wieku dorosłego. 
Od 1864 Franciszek był przewodniczącym hiszpańskiej rady ministrów (Consejo del Reino). W 1868 razem z żoną udał się na wygnanie do Francji - począwszy od tego momentu małżonkowie zbliżyli się do siebie i zostali przyjaciółmi. Na wygnaniu Francisco używał tytułu "hrabia Moratalla". W 1874 na tronie Hiszpanii zasiadł jego syn – Alfons XII, ale Franciszek nie wrócił do Hiszpanii i w 1881 zamieszkał na stałe w zamku Épinay-sur-Seine, gdzie też zmarł. Został pochowany w panteonie królów Hiszpanii, w Escorialu. Od 1906 w jego zamku w Épinay-sur-Seine mieści się ratusz.

## Potomstwo
- Ferdynand (1850),
- Izabela, księżna Asturii (1851–1931),
- Maria Krystyna (1854),
- Alfons XII (1857–1885),
- Maria de la Concepcion (1859–1861),
- Maria de Pilar (1861–1879),
- Maria de la Paz (1862–1946),
- Franciszek de Asis (1863),
- Eulalia de la Piedad (1864–1958).